# Screeching Weasel
Screeching Weasel is een Amerikaanse poppunkband afkomstig uit Chicago, Illinois. De band werd opgericht in 1986 door Ben Weasel en John Jughead. Sinds de eerste line-up heeft de band een wisselende formatie gehad met als enige constante lid Ben Weasel. John Jughead verliet de band in 2009.
Screeching Weasel heeft tot op heden 13 studioalbums laten uitgeven bij onder andere onafhankelijke punklabels als Lookout! Records en Fat Wreck Chords. Verder heeft de band een lange reeks singles en ep's laten uitgeven.

## Geschiedenis

### Vroege jaren (1986-1989)
De band werd opgericht onder de naam All Night Garage Sale maar veranderde deze al snel naar Screeching Weasel, naar een suggestie van een vriend. Al snel na de formatie van Screeching Weasel besloot Ben Weasel dat het te moeilijk was om tegelijk te zingen en bas te spelen. Vince Vogel ("Vinnie Bovine") kwam hierna bij de band als bassist spelen. Het debuutalbum, getiteld Screeching Weasel, werd in een nacht opgenomen en uitgegeven via het platenlabel Underdog Records in 1987.
In 1988 moest Vinnie Bovine de band verlaten en werd hij vervangen door Warren Fischer ("Fish"), voormalig lid van de band The Ozzfish Experience. Het tweede studioalbum, getiteld Boogadaboogadaboogada!, werd opgenomen in oktober 1988. Steve Cheese moest kort na de opnamesessies van het album de band verlaten en werd tijdelijk vervangen door Aaron Cometbus en later permanent vervangen door Brian Vermin. Boogadaboogadaboogada! werd uitgegeven in 1998 via het platenlabel Roadkill Records.
Na de eerste tour buiten Chicago verliet Fish de band en werd hij vervangen door Dan Schafer ("Sewercap" of "Danny Vapid"). Met deze nieuwe formatie werd een ep opgenomen getiteld Punkhouse dat kort daarna via Limited Potential Records werd uitgegeven. In 1989 nam de band nog vier nummers op die op verschillende compilatiealbums werden uitgegeven. Gedurende deze tijd speelde ook tweede gitarist Doug Ward voor een korte tijd bij de band. Screeching Weasel werd opgeheven toen Vermin en Vapid lieten weten dat ze de band wouden verlaten om zich te focussen op Sludgeworth, hun eigen band.

### Eerste reformatie (1991-1994)
In 1991 kwamen de leden van Screeching Weasel bij elkaar om een laatste show te spelen, met als doel om de schulden af te betalen die waren ontstaan na het opnemen van Boogadaboogadaboogada!. Deze formatie bestond uit Weasel, Jughead, Vapid, Vermin, en Ward. Na de show besloot de band, met uitzondering van Brian Vermin en Douglas Ward, om de band weer nieuw leven in te blazen. Vermin werd vervangen door drummer Dan Panic (Dan Sullivan). Voordat het derde studioalbum, getiteld My Brain Hurts (1991), werd uitgegeven via Lookout! Records, besloot Weasel dat hij geen gitaar meer wou spelen. Vapid ging in plaats van basgitaar gewoon gitaar spelen, en nieuw lid Dave Naked kwam bij de band spelen als basgitarist.
Na het opnemen van My Brain Hurts moest Dave Naked de band verlaten en werd hij vervangen door Scott "Gub" Conway, die basgitaar op tijdens de tours speelde. Vlak na de tour werd hij vervangen door Johnny Personality. Tegen het einde van 1992 had Screeching Weasel het studioalbum Wiggle opgenomen, dat werd uitgegeven in januari 1993 via Lookout! Records. Personality verliet de band en werd niet vervangen door een nieuw lid. Zijn werk werd weer overgenomen door Vapid en Weasel ging weer gitaar spelen. Vapid verliet de band na het opnemen van het coveralbum Ramones (1992). Hij werd tijdelijk vervangen door Mike Dirnt om How to Make Enemies and Irritate People (1994) op te nemen. Hierna ging de band voor de tweede keer uit elkaar.

### Tweede reformatie (1996-2001)
In 1996 kwam de band weer bij elkaar om het album Bark Like a Dog op te nemen en uit te laten geven via het Californische platenlabel Fat Wreck Chords label. Vapid en Panic verlieten na het opnemen van het album de band en Weasel en Jughead besloten om zonder hen het werk met de band voort te zetten, ditmaal met bassist Mass Giorgini en drummer Dan Lumley. Gitarist Zac Damon kwam als gitarist bij de band spelen om Weasels gitaarspel over te nemen.
In 1998 nam de nieuwe formatie een ep op getiteld Major Label Debut om die vervolgens uit te laten geven via Panic Button Records, een klein platenlabel van Ben en John die het label dat jaar hadden opgericht. Deze ep werd hetzelfde jaar snel gevolgd door het studioalbum Television City Dream dat werd uitgegeven via Fat Wreck Chords. Het volgende studioalbum, Emo, werd opgenomen zonder Zac Damon en uitgegeven in 1999. In 2000 kwam Phillip Hill als tweede gitarist bij de band spelen en het studioalbum Teen Punks in Heat, dat oorspronkelijk het laatste album van de band zou zijn, werd met hem opgenomen. Op 6 juli 2001 ging de band voor de derde keer uit elkaar.

### Derde reformatie (2004)
In 2004 droeg Weasel de distributierechten van de albums van Screeching Weasel over van Lookout! Records naar Asian Man Records. Hetzelfde jaar werd een nieuwe formatie opgezet bestaande uit Ben Weasel, Jughead, Dan Vapid, Mass Giorgini, en Dan Lumley om sporadische shows in Chicago te spelen. Er was een intentie om tours te spelen, maar verdere activiteit werd gestaakt.

### Vierde reformatie (2009-heden)
In maart 2009 maakte Weasel bekend dat hij de band weer bij elkaar wou halen. De formatie die volgde is de eerste zonder John Jughead, wat kwam vanwege relatieproblemen tussen de twee voormalige bandleden die zijn veroorzaakt door onenigheden over onder andere financiële kwesties. In november 2009 maakte Mike Park van Asian Man Records bekend dat Screeching Weasel het label had verlaten om verder te gaan met Recess Records.
Op 15 maart 2011 liet de band het eerste studioalbum in elf jaar tijd uitgeven via Fat Wreck Chords, getiteld First World Manifesto. Op 18 maart 2011, tijdens het concert van Screeching Weasel gedurende het South by Southwest festival, raakte Weasel in een gevecht met een vrouwelijke fan en de eigenaar van de club, die naar aanleiding hiervan de beveiliging inschakelde en Weasel liet verwijderen. Op 22 maart maakte Weasel zijn spijtbetuiging bekend. Een dag later werd bekendgemaakt dat de vier andere bandleden van Screeching Weasel, Dan Schafer, Adam Cargin, Justin Perkins en Drew Fredrichsen, de band zouden verlaten.
Vervolgens werd op 31 maart het Weasel Fest afgelast vanwege de hoeveelheid bands en acts die hun komst annuleerden naar aanleiding van het incident op het South by Southwest festival. Het Weasel Fest zou een eenmalig driedaags festival zijn ter ere van het 25-jarige bestaan van de band. Fat Mike, de eigenaar van Fat Wreck Chords, liet in juli 2011 in een interview weten dat hij geen interesse meer had in het uitgeven van een nieuw album van Screeching Weasel.
Ondanks de geruchten en speculaties dat de band weer uit elkaar zou gaan, presenteerde Screeching Weasel een nieuwe line-up op 29 oktober 2011. Deze bestond uit zanger Ben Weasel, gitarist Zac Damon, basgitarist Dave Klein, drummer Pierre Marche en slaggitarist Mike Hunchback. Met deze formatie was de ep Carnival of Schadenfreude in juli dat jaar opgenomen. Het album werd uitgegeven in november 2011 via Recess Records. In maart 2013 werd bekendgemaakt dat Dave Klein de groep had verlaten om bij Black Flag te spelen. Hij werd vervangen door Zach Brandner ("Poutine"). Na de uitgave van het studioalbum Baby Fat: Act 1, waarvoor het geld van de opnamesessies werd opgehaald via crowdfunding, verliet Zac Damon de band en werd hij vervangen door Trevor Jackson in 2017.

## Leden
Huidige leden
- Ben Weasel - zang, gitaar (1986-2001; 2004; 2009-heden)
- Trevor Jackson - gitaar, achtergrondzang (2017-heden)
- Pierre Marche - drums, slagwerk (2011-heden)
- Mike Hunchback - gitaar (2011-heden)
- Zach "Poutine" Brandner - basgitaar (2013-heden)

Voormalige leden
- Jughead - gitaar (1986-2001; 2004)
- Vinnie Bovine - basgitaar (1986-1988)
- Steve Cheese - drums, slagwerk (1986-1988)
- Aaron Cometbus - drums, slagwerk (1988) (two shows)
- Warren Fish - basgitaar (1988-1989)
- Brian Vermin - drums, slagwerk (1988-1990)
- Dan Vapid - basgitaar, gitaar, achtergrondzang (1989-1994; 1996; 2004; 2009-2011)
- Doug Ward - gitaar (1989)
- Dave Naked - basgitaar (1991-1992)
- Scott "Gub" Conway - basgitaar (1992)
- Dan Panic - drums, slagwerk (1991-1996)
- Johnny Personality - basgitaar (1992)
- Mass Giorgini - basgitaar (1994; 1996-2001; 2004)
- Mike Dirnt - basgitaar (1994)
- Dan Lumley - drums, slagwerk (1996-2001, 2004)
- Phillip Hill - gitaar (2000-2001)
- Simon Lamb - gitaar (2009-2010)
- Justin Perkins - basgitaar (2009-2011)
- Adam Cargin - drums, slagwerk (2009-2011)
- Drew Fredrichsen - gitaar (2010-2011)
- Dave Klein - basgitaar (2011-2013)
- Zac Damon - gitaar (1997-1998, 2011-2016)

## Discografie
Studioalbums
- Screeching Weasel (Underdog Records, 1987)
- Boogadaboogadaboogada! (Roadkill Records, 1988)
- My Brain Hurts (Lookout! Records, 1991)
- Ramones (Selfless Records, 1992)
- Wiggle (Lookout! Records, 1993)
- Anthem for a New Tomorrow (Lookout! Records, 1993)
- How to Make Enemies and Irritate People (Lookout! Records, 1994)
- Bark Like a Dog (Fat Wreck Chords, 1996)
- Television City Dream (Fat Wreck Chords, 1998)
- Emo (Panic Button Records, 1999)
- Teen Punks in Heat (Panic Button Records, 2000)
- First World Manifesto (Fat Wreck Chords, 2011)
- Baby Fat: Act I (Recess Records, 2015)